# Sojuz TMA-18
Sojuz TMA-18 (ryska: Союз ТMA-18) var en flygning i det ryska rymdprogrammet. Flygningen gick till Internationella rymdstationen. Farkosten sköts upp från Kosmodromen i Bajkonur, med en Sojuz-FG-raket den 2 april 2010. Man dockade med rymdstationen den 4 april 2010.
Efter att ha tillbringat 176 dagar i rymden lämnade farkosten rymdstationen den 25 september 2010. Några timmar senare återinträdde den i jordens atmosfär och landade i Kazakstan.
I och med att farkosten lämnade rymdstationen var Expedition 24 avslutad.